# Sowiniec-Kamm

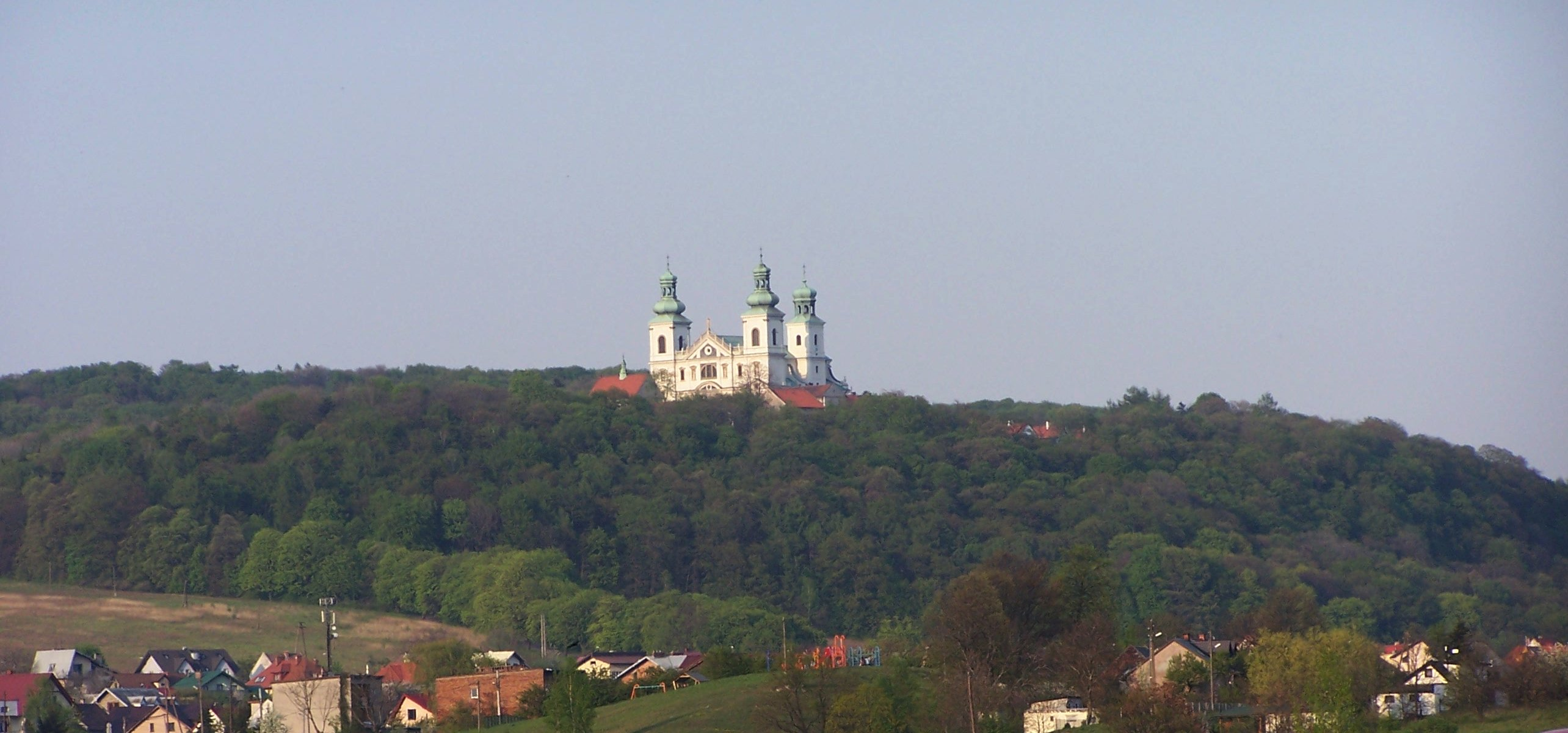
Kloster auf dem Kamm

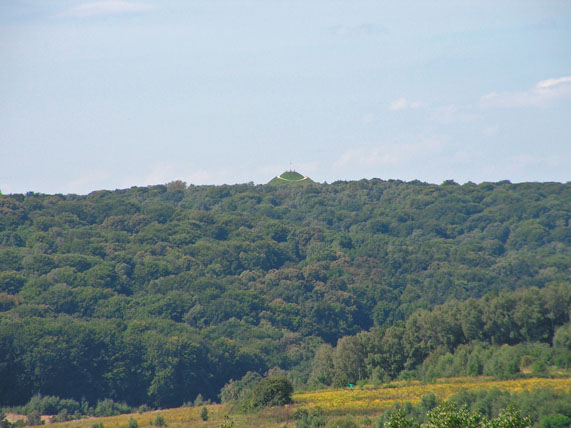
Piłsudski-Hügel auf dem Kamm

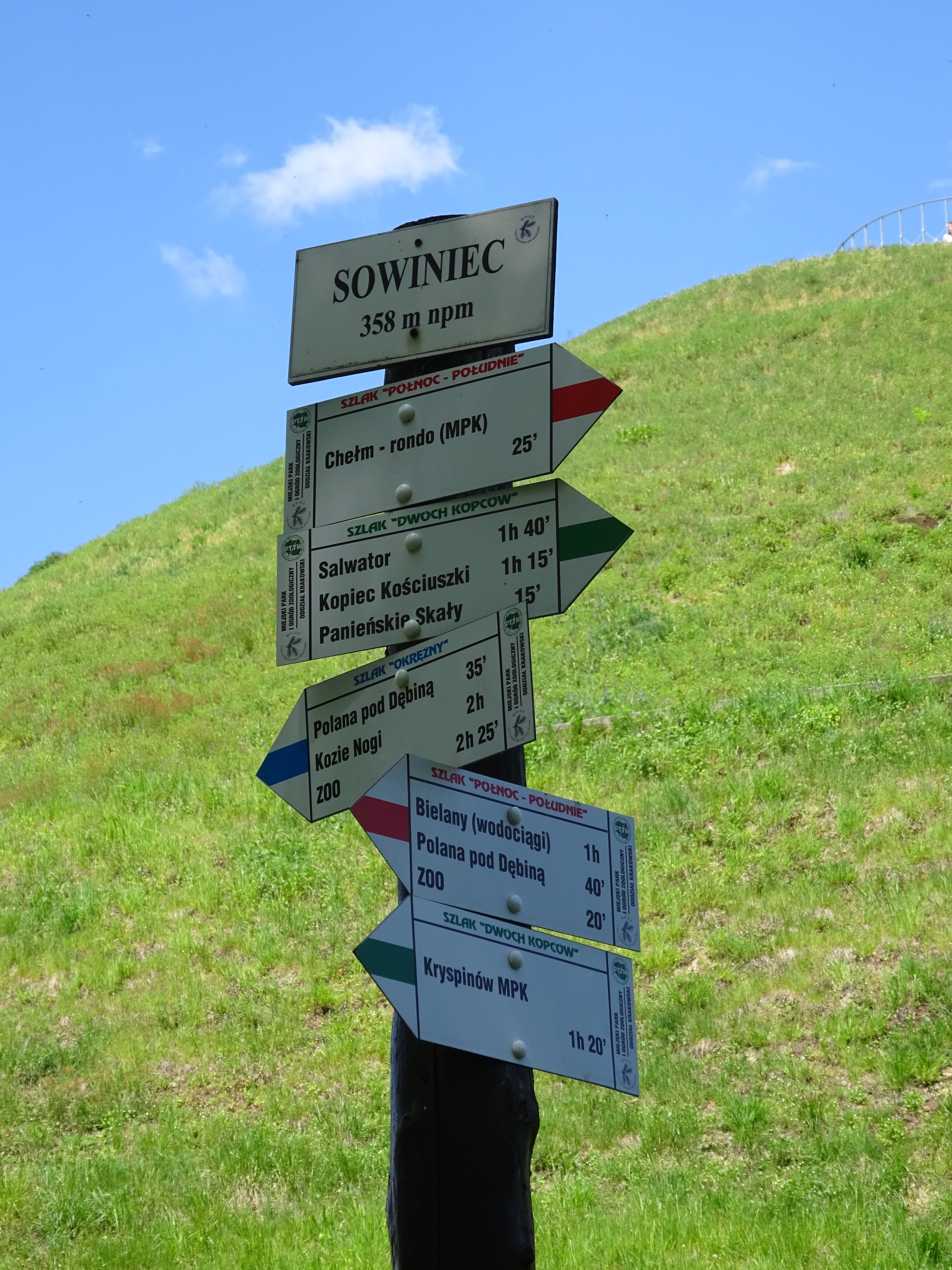
Wegweiser

Die Sowiniec-Kamm (polnisch Pasmo Sowińca) in Polen ist ein Bergkamm im östlichen Teil des Krakauer Tors im Nördlichen Karpatenvorland. Es handelt sich um einen südöstlichen Ausläufer des Krakau-Tschenstochauer Jura, konkret des Tenczyn-Rückens. Der Kamm liegt nördlich der Weichsel und zum großen Teil auf dem Stadtgebiet von Krakau (Dzielnica VII Zwierzyniec) zwischen den Flüssen Rudawa im Norden und der Weichsel im Süden.

## Geografie
Der Kamm besteht aus zwei Massiven, die durch den Pass Przegorzalska Przełęcz geteilt werden:
- Sowiniec (358 m über NN) im Osten
- Sikornik (333 m über NN – auch Berg der Heiligen Bronisława genannt) im Westen

Zu den höchsten Erhebungen neben den beiden bereits genannten Massiven zählen:
- Pustelnik (352 m über NN)
- Ostra Góra (341 m über NN)
- Srebrna Góra (326 m über NN)

Der Kamm ist stark bewaldet mit dem Wolski-Wald. An seinen Südwesthängen befinden sich Weinberge. Er ist Teil des Landschaftsschutzpark Bielany-Tyniec mit zahlreichen Naturreservaten, die den Krakauern als Naherholungsgebiet dienen:
- Panieńskie Skały
- Skałki Przegorzalskie
- Bielańskie Skałki

Im Westen befindet sich das barocke Krakauer Kamaldulenserkloster und im Osten der Piłsudski-Hügel und der Kościuszko-Hügel sowie der Zoologische Garten Krakau.